# Deber

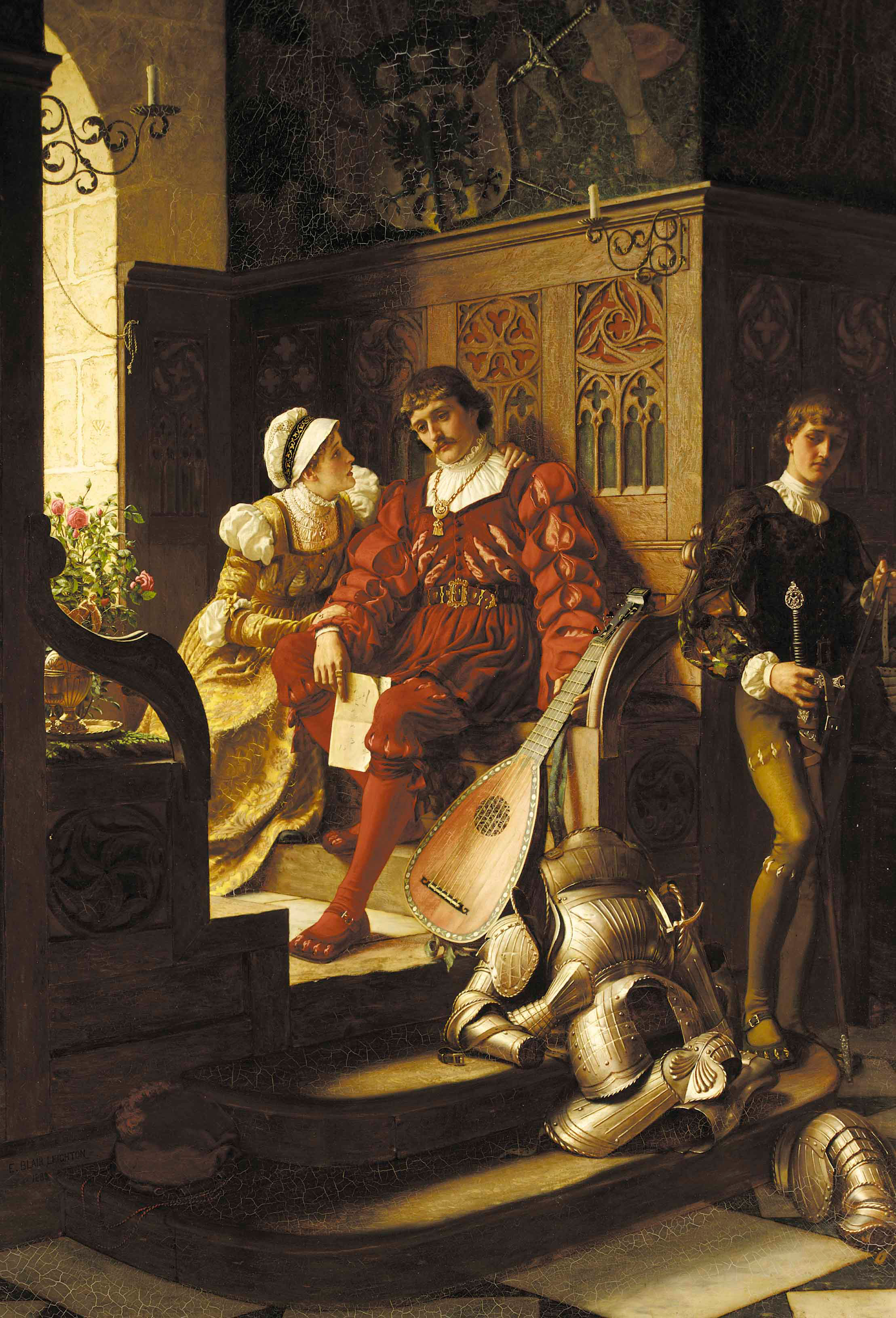
"Deber", cuadro de Edmund Leighton,

Un deber (del latín: debere, debitum, "deuda", "débito") es un compromiso o expectativa de realizar alguna acción en general o si se producen determinadas circunstancias. Un deber puede surgir de un sistema de ética o moralidad, especialmente en una cultura del honor. Muchos deberes son creados por ley, a veces incluyendo un castigo codificado o una responsabilidad por incumplimiento. El cumplimiento del deber puede requerir algún sacrificio.
Cicerón, uno de los primeros filósofos romanos que analizó el deber en su obra De Officiis (Sobre los deberes), sugiere que los deberes pueden provenir de cuatro fuentes diferentes:
1. Como resultado de ser un ser humano
2. Como resultado del lugar particular de una persona en la vida (su familia, su país, su trabajo)
3. Como resultado del carácter de una persona
4. Como resultado de las propias expectativas morales de cada uno

Los deberes específicos impuestos por la ley o la cultura varían considerablemente, según la jurisdicción, la religión y las normas sociales.

## Deberes cívicos
El deber también se percibe a menudo como algo que se adeuda al país (patriotismo), a la tierra natal o a la comunidad a la que se pertenece. Algunos de los deberes cívicos podrían incluir:
- Obedecer la ley
- Pagar los impuestos
- Proporcionar una defensa común, en caso de que surja la necesidad
- Votar en todas las elecciones y referendos (a menos que haya una circunstancia razonable, como una objeción religiosa, estar en el extranjero o tener una enfermedad el día de la votación)
- Servir en un jurado, si se le solicita
- Proporcionar ayuda a las víctimas de accidentes y delitos callejeros y testificar como testigo en el juicio.
- Informar de enfermedades contagiosas a las autoridades de salud pública
- Presentarse voluntario para los servicios públicos (por ejemplo, simulacros de socorro o incendio para salvar vidas)
- Donar sangre periódicamente o cuando fuese necesario
- Proporcionar consejos en un campo relevante de la experiencia de cada uno, como por ejemplo, mejoras en el lugar de trabajo
- Derecho de rebelión ante un gobierno injusto

## Deberes filiales

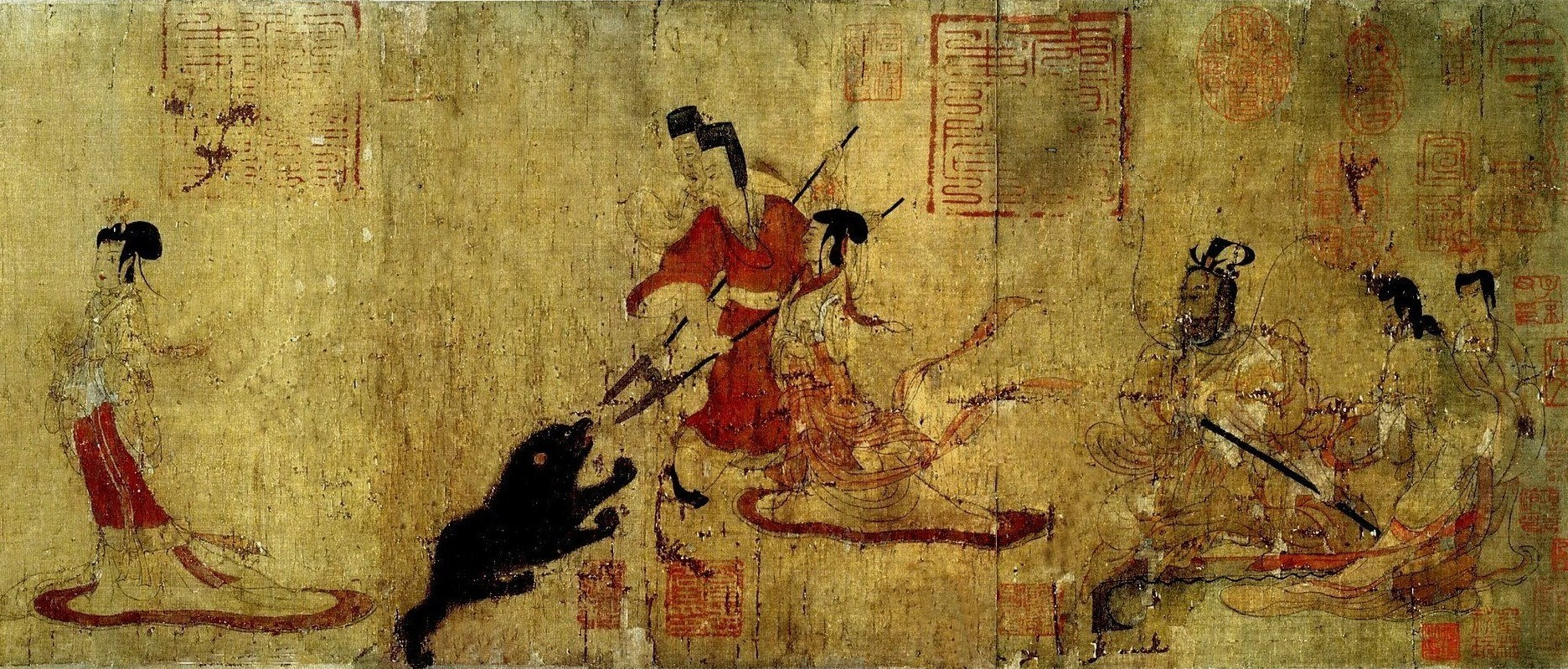
En las Admoniciones de las Institutrices, escena de la dama Feng y el oso.

En la mayoría de las culturas, se espera que los niños asuman deberes en relación con sus familias. Esto puede tomar la forma de comportarse de tal manera que defienda el honor de la familia ante los ojos de la comunidad, contraer matrimonios concertados que beneficien el estatus de la familia o cuidar a parientes enfermos. Este sentido del deber orientado a la familia es un aspecto particularmente central de las enseñanzas de Confucio, y es conocido como xiao, o piedad filial. Como tal, los deberes de la piedad filial han jugado un papel importante en la vida de las personas en el este de Asia durante siglos. Por ejemplo, la pintura de La dama Feng y el oso, de la antigua China, representa el acto heroico de una consorte del emperador colocándose entre su marido y un oso furioso. Esto debe tomarse como un ejemplo de un admirable comportamiento filial. 
La piedad filial estáconsiderada tan importante que, en algunos casos, supera a otras virtudes cardinales: en un ejemplo más moderno, lo 'concerniente con la piedad filial del mismo tipo general que llegan a motivar a las mujeres a participar en el trabajo en fábricas de Corea, Japón, Taiwán, Malasia, Singapur, Indonesia y algunos otros países asiáticos llevan a ser citadas por prostitutas tailandesas como una de las principales razones para trabajar en el comercio de "pieles" (industria del sexo)'. La importancia de la piedad filial puede expresarse en esta cita de las Analectas de Confucio: 'Yu Tzu dijo: "Es raro que un hombre cuyo carácter sea bueno como hijo y obediente como joven tenga la inclinación a cometer una transgresión a sus superiores; es inaudito que quien no tenga esa inclinación lleve a iniciar una rebelión. El señor dedica sus esfuerzos a las raíces, porque una vez establecidas las raíces, el Camino crecerá desde allí. Siendo bueno como hijo y obediente como joven es, quizás, la raíz del carácter de un hombre".

## Deberes laborales
Las obligaciones específicas surgen en los servicios prestados por un sacerdote de una iglesia, por un soldado o por cualquier empleado o funcionario.
Como ejemplos, entre otros:
- Deber de proteger, en medicina
- In loco parentis, para instituciones educativas
- Responsabilidad profesional, en abogacía

## Deberes legales
El deber legal es la situación jurídica subjetiva del sujeto de derecho que debe tener un comportamiento determinado impuesto por una norma jurídica. El deber puede ser "positivo", cuando el comportamiento impuesto por la norma consiste en hacer o dar, o "negativo", cuando consiste en no hacer. En el primer caso también se llama mandato, en el segundo prohibición.
Las normas legales que imponen deberes son "normas de conducta prescriptivas". Se dice que es ilegal la conducta que constituye una infracción del deber, a la que el ordenamiento jurídico impone una sanción. El contraste entre este comportamiento y la norma que establece el deber toma el nombre de ilegalidad.
El deber es una situación jurídica subjetiva pasiva, atribuida por el ordenamiento jurídico a un sujeto en interés de otro a quien se atribuye la correspondiente situación activa, el derecho subjetivo (en el sentido de reivindicación). Además, según parte de la doctrina, también son concebibles deberes ajenos a un derecho subjetivo de otros y estos deberes serían típicos del derecho público. Según la naturaleza del derecho subjetivo relacionado, en el contexto del deber entendido en sentido amplio, se distinguen los siguientes:
- El deber estrictamente hablando, exclusivamente negativo, relacionado con un derecho absoluto que puede ejercerse contra cualquier persona que integre la sociedad
- La obligación, positiva o negativa, relacionada con un derecho relativo que puede ejercerse contra uno o más sujetos específicos

En la doctrina está muy extendida la idea de que el deber es la situación jurídica subjetiva básica del derecho. De hecho, es fácil rastrear las otras situaciones subjetivas que las reglas de conducta (o primarias) atribuyen al deber: el derecho subjetivo o situación jurídica relacionada con él en la relación jurídica. La facultad de tener un comportamiento es, en cambio, lo contrario del deber de no tener el comportamiento (por otro lado, según un axioma de la lógica deóntica, el deber de tener un comportamiento implica la facultad de mantenerlo). Más problemático es llevar al deber las situaciones subjetivas atribuidas por las normas de competencia (o secundarias). Quienes lo estiman posible llegan a él, por ejemplo, al afirmar que las normas que atribuyen poderes son normas que imponen deberes formulados indirectamente: atribuir un poder a un sujeto sobre otro equivale a imponer a este último el deber de observar las normas promulgadas desde el principio.

### Ejemplos de deberes legales
- Deber de asistencia a personas en peligro
- Deber de defensa
- Deber de protección
- Deber de votación (en países con sufragio obligatorio)
- Deberes fiduciarios
- Deber de cuidar a los niños como tutor legal
- Deberes especiales creados por contrato

## Deberes morales
Además de un deber jurídico, que tiene como referente una norma jurídica, también se habla de un "deber moral" (o ético) que tiene como referente una norma moral. Sin embargo, no hay acuerdo sobre las características distintivas entre los dos conceptos, reflejo de la antigua cuestión en torno a la distinción entre moral y derecho. Hay quienes distinguen el deber jurídico del deber moral porque el segundo, a diferencia del primero, tendría como referente la ley divina. Otros, en cambio, creen que el deber moral tiene como referente directo a la conciencia, como juez interior independiente de los cánones y reglas establecidos desde el exterior Pero también hay quien, siguiendo a Hans Kelsen, encuentran el carácter distintivo entre deber moral y jurídico en el hecho de que sólo la violación de este último da lugar a la aplicación necesaria de una sanción.
A menudo, el deber moral y el deber legal coinciden, pero también puede suceder que un comportamiento obediente desde un punto de vista moral no lo sea desde un punto de vista legal o, incluso, que el deber legal y el deber moral estén en conflicto entre sí, en el sentido de que el comportamiento conforme a uno es diferente al otro. La elección personal de no cumplir con un deber legal por ser contrario a un deber moral considerado imperante, toma el nombre de objeción de conciencia: sólo en casos excepcionales los ordenamientos jurídicos permiten que se invoque para no incurrir en las sanciones derivadas del incumplimiento de los deberes impuestos por sus normas.

## Caso del matrimonio concertado
Un matrimonio concertado es un ejemplo de un deber esperado en Asia y Oriente Medio. En un matrimonio concertado, se espera que la esposa se mude con la familia y el hogar de su esposo para criar a los hijos. La residencia patrilocal es consuetudinaria; En raras ocasiones el hombre se muda con la mujer, o la pareja puede comenzar a vivir en su propio hogar y en otra parte. Necesitan sustentar a toda la familia trabajando y cuidando las granjas y la familia. Las generaciones mayores dependen de la ayuda de las familias de sus hijos y nietos. Esta forma de deber está relacionada con mantener intacto el linaje familiar y satisfacer las necesidades de los mayores.

## Aspectos religiosos
El deber también juega un papel importante en las religiones y significa ante todo el deber del hombre hacia la ley de Dios.

### Judaísmo
La Halajá se refiere a todo el sistema legal religioso del judaísmo, que incluye 613 mitzvot (mandamientos) individuales.

### Iglesia católica romana
La Iglesia Católica Romana define para sus miembros, entre otras cosas, el deber de trabajar, de proporcionar corrección fraterna (Catecismo Católico de Adultos 1995), el deber de transmitir la vida humana (Fiesta de la Sagrada Familia 2005), así como el deber de ser padres responsables y el deber de cultivar la conciencia del "don y de la tarea" (Jornada Mundial de la Paz 2007).

### Protestantismo
En las iglesias protestantes han surgido diferentes conceptos del deber. Fundamental, sin embargo, fue el escrito de Martín Lutero Sobre la libertad del cristiano, que define la relación entre el deber y la libertad en el sentido de una obligación de los cristianos creyentes de actuar moralmente.

### Islam
En el Islam, la carga (taklīf) del hombre con los deberes ante Dios es uno de los temas más importantes del pensamiento teológico y jurídico. En general, las acciones de las personas se dividen en cinco categorías. Los deberes obligatorios se llaman Fard, las acciones recomendadas se llaman Mandūb. Los Ashariyyah creían que Dios puede incluso imponer deberes a las personas que no son capaces de cumplir (Taklīf mā lā yutāq).

## Perspectivas filosóficas

### Epicteto
En sus Discursos, Epicteto emplea la analogía del pie humano para ilustrar el significado moral del deber: "¿No sabes que, así como un pie deja de ser un pie si se separa del cuerpo, así tú ya no eres un hombre si te separas de los demás hombres?". Así como un pie humano a veces puede ensuciarse o atravesarse con espinas al servicio del cuerpo, los individuos también deben cumplir con sus funciones, incluso si eso implica enfrentar enfermedades, viajes peligrosos o una muerte prematura. Epicteto afirma: "Es tu deber, pues, ya que has venido aquí, decir lo que debes, disponer estas cosas como sea apropiado".

### Marco Aurelio
Marco Aurelio analiza extensamente el deber en sus Meditaciones, de una manera que puede resumirse utilizando una sección clave del Libro VIII:
Es tu deber ordenar bien tu vida en cada uno de tus actos; y si cada acto cumple con su deber, en la medida de lo posible, conténtate; y nadie puede impedírtelo, de modo que cada acto no cumpla con su deber. Pero algo externo se interpondrá en tu camino. Nada impedirá que actúes con justicia, sobriedad y consideración. Pero tal vez se impida alguna otra fuerza activa. Ahora bien, si aceptas el obstáculo y te contentas con transferir tus esfuerzos a lo que se te permite, se te presenta inmediatamente otra oportunidad de acción en lugar de la que se te impedía, una oportunidad que se adaptará a este ordenamiento del que estamos hablando.
Al igual que Epicteto, enfatiza la importancia del deber para los seres humanos en su dimensión social, pero va más allá al fundamentar el deber en la racionalidad. Marco traza los orígenes de la obligación social a través de una progresión lógica, considerando el deber como algo que surge de la capacidad humana compartida de razonar: "que nos ordena qué hacer y qué no hacer; si es así, somos conciudadanos; si es así, somos miembros de alguna comunidad política". Esta conexión entre razón y deber también se destaca en el Libro VI, donde afirma: "Cumplo con mi deber: las demás cosas no me preocupan; porque son cosas sin vida, o cosas sin razón, o cosas que han vagado y no conocen el camino". 
De hecho, anteriormente en las Meditaciones, Marco Aurelio expresa preocupación por el declive de las habilidades cognitivas con la edad en cuanto a cómo afecta el cumplimiento del deber, señalando que "la concepción de las cosas y la comprensión de ellas cesan primero", lo que debilita "el poder de hacer uso de nosotros mismos y llenar la medida de nuestro deber". También insta a los lectores a derivar su sentido del deber desde dentro, en lugar de desde presiones externas, alentándolos a "mantenerse erguidos; no ser mantenido en pie por otros" y "no trabajar de mala gana ni sin tener en cuenta el interés común". Marco vuelve repetidamente al deber como un concepto arraigado en la mente humana, pero no ignora su componente social, aconsejando al lector que acepte ayuda, tal como debe hacerlo un soldado cojo cuando cumple con su deber de escalar las almenas durante un asedio.

## Críticas al concepto

### Nietzsche

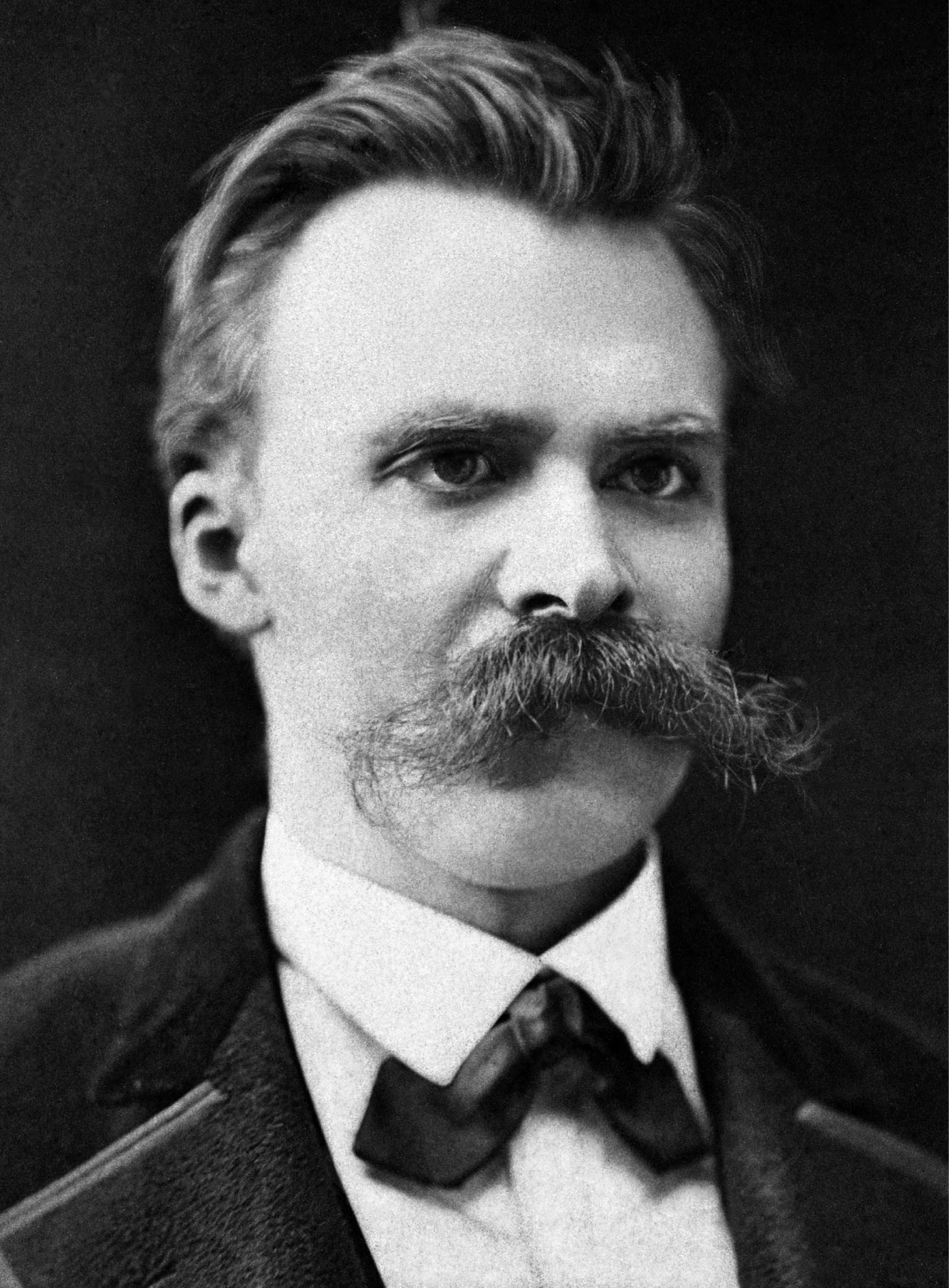
Friedrich Nietzsche.

Friedrich Nietzsche se encuentra entre los críticos más feroces del concepto de deber. '¿Qué destruye a un hombre más rápidamente', pregunta, 'que trabajar, pensar y sentir sin necesidad interior, sin ningún deseo personal profundo, sin placer, como un mero autómata del "deber"?' (El Anticristo, § 11.)
Nietzsche afirma que la tarea de toda educación superior es 'convertir a los hombres en máquinas'. La forma de convertir a los hombres en máquinas es enseñarles a tolerar el aburrimiento. Esto se logra, dice Nietzsche, mediante el concepto del deber. (El ocaso de los ídolos o cómo se filosofa a martillazos, 'Escaramuzas de un hombre intempestivo' § 9.29.)

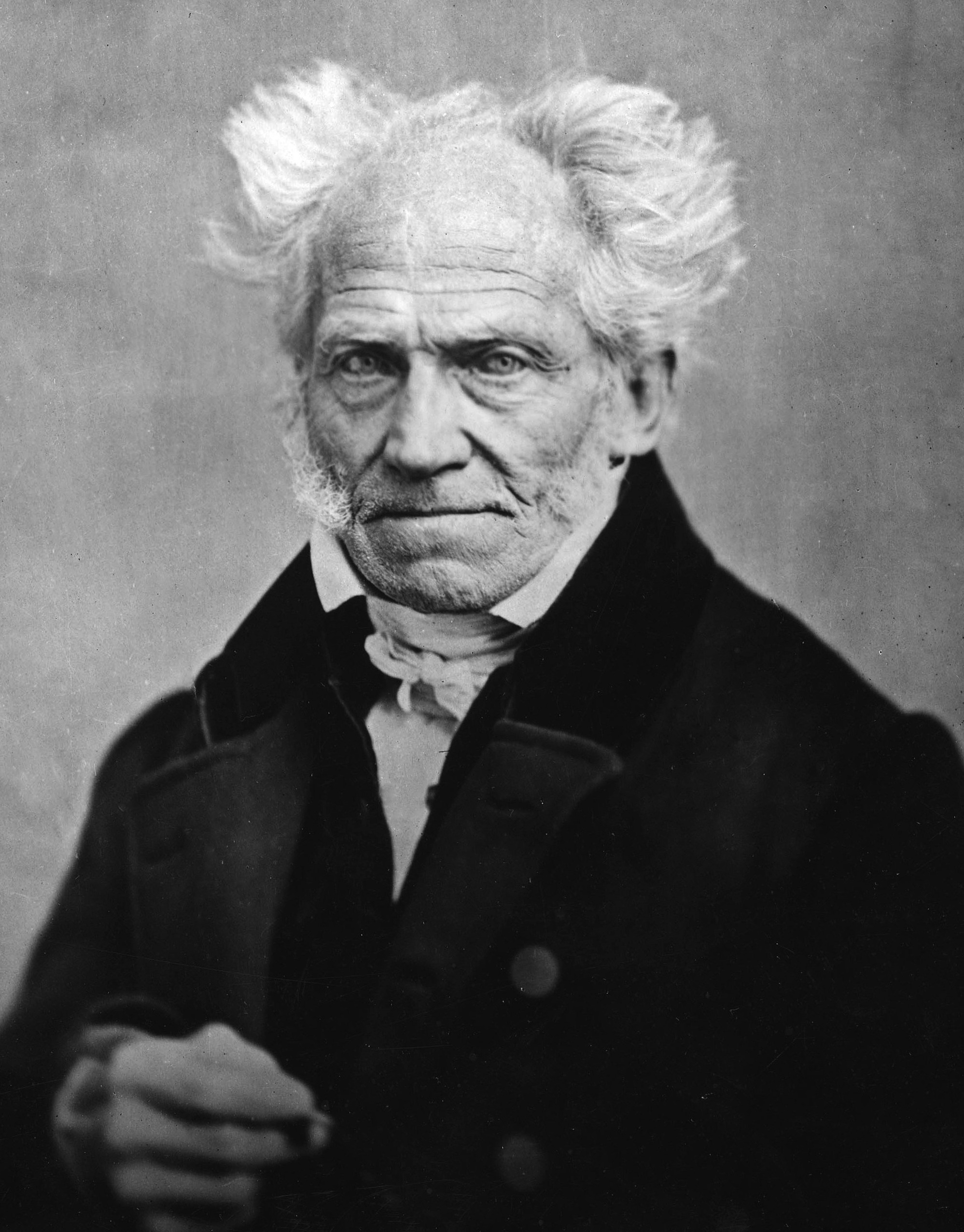
Arthur Schopenhauer.

Los escritos de Schopenhauer, entre ellos Sobre la base de la moralidad, tuvieron un profundo efecto en Nietzsche y lo llevaron a una serie de inversiones para mostrar que la moral no se basa en 'compasión o simpatía' sino en la vida que se supera a sí misma a través de la voluntad de poder. Entre estas inversiones 'deber' y 'piedad', de Kant y Schopenhauer respectivamente.

### Ayn Rand

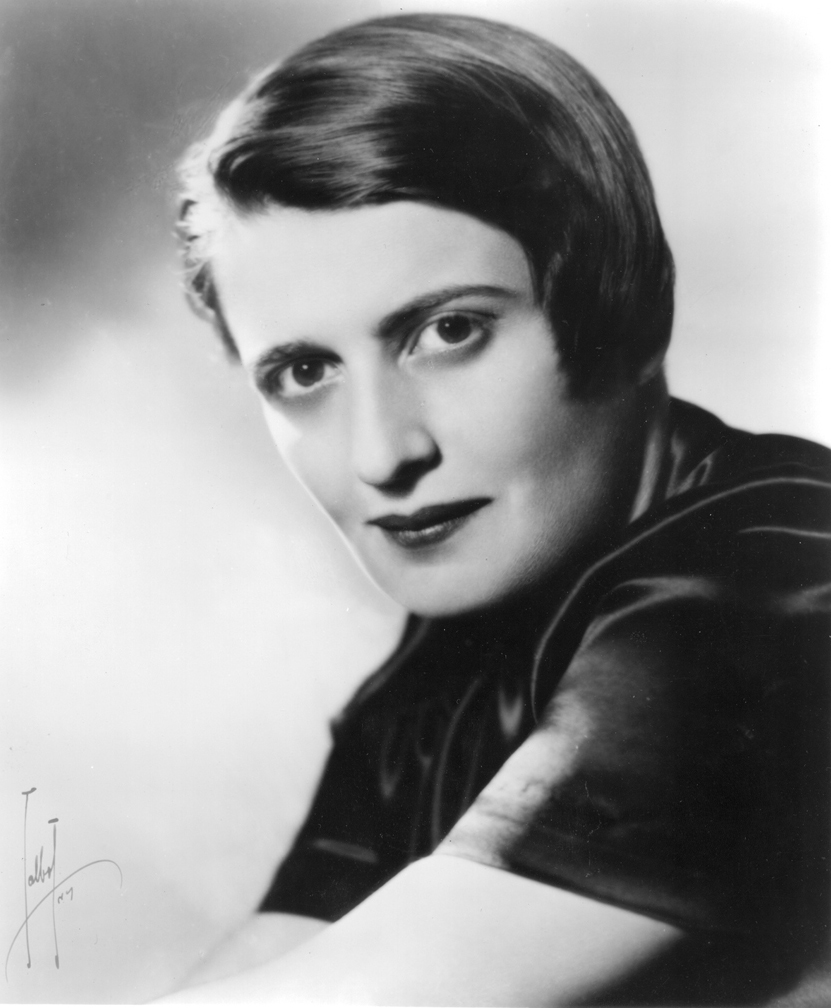
Ayn Rand.

La filósofa Ayn Rand, una admiradora de Nietzsche desde joven, ancló su moralidad contra la noción del deber de Kant. "En una teoría deontológica, todos los deseos personales están desterrados del ámbito de la moralidad. Un deseo personal no tiene significado moral, ya sea un deseo de crear o un deseo de matar. Por ejemplo, si un hombre no está apoyando su vida por el deber , tal moralidad no distingue entre sostenerla con trabajo honesto o por robos. Si un hombre quiere ser honesto, merece un crédito no moral; como diría Kant, esa honestidad es 'loable', pero sin 'importancia moral'".